# Norbert Sattler
Norbert Sattler (Mauthen, 4 de octubre de 1951-19 de enero de 2023) fue un deportista austríaco que compitió en piragüismo en la modalidad de eslalon.
Participó en los Juegos Olímpicos de Múnich 1972, obteniendo una medalla de plata en la prueba de K1. Ganó cinco medallas en el Campeonato Mundial de Piragüismo en Eslalon entre los años 1971 y 1979.

## Palmarés internacional
| Juegos Olímpicos   | Juegos Olímpicos   | Juegos Olímpicos  | Juegos Olímpicos |
| Año                | Lugar              | Medalla           | Competición      |
| ------------------ | ------------------ | ----------------- | ---------------- |
| 1972               | Múnich (RFA)       | Medalla de plata  | K1 individual    |
| Campeonato Mundial |                    |                   |                  |
| Año                | Lugar              | Medalla           | Competición      |
| 1971               | Merano (Italia)    | Medalla de oro    | K1 por equipos   |
| 1973               | Muotathal (Suiza)  | Medalla de oro    | K1 individual    |
| 1977               | Spittal (Austria)  | Medalla de plata  | K1 por equipos   |
| 1977               | Spittal (Austria)  | Medalla de bronce | K1 individual    |
| 1979               | Jonquière (Canadá) | Medalla de plata  | K1 por equipos   |